# Lennart Silfverstolpe
Lennart Mascoll Silfverstolpe (* 27. Juni 1888 in Enköping; † 4. August 1969 in Stockholm) war ein schwedischer Tennisspieler.

## Biografie
Silfverstolpe nahm 1912 am Tenniswettbewerb der Olympischen Sommerspiele in Stockholm teil. Nur im Hallen-Einzel ging er an den Start und unterlag dort zum Auftakt dem späteren Olympiadritten Anthony Wilding deutlich mit 0:6, 1:6, 1:6.
1918 und 1919 wurde er schwedischer Meister im Doppel an der Seite von Sune Almkvist. Das einzige andere Turnier, das er spielte, war 1912 das Stockholm Invitational. Wie fast alle schwedischen Tennisspieler bei Olympia 1912 war Silfverstolpe Mitglied des Kungliga Lawn Tennis Klubben.